# Bill Owens (Journalist)
Bill Owens ist ein US-amerikanischer Journalist und ehemaliger Executive Producer der renommierten CBS-Nachrichtensendung 60 Minutes.

## Leben und Karriere
Er begann seine Karriere bei CBS News im Jahr 1988 und arbeitete sich über verschiedene Positionen, darunter Senior Producer und Executive Editor, bis zur Leitung von 60 Minutes hoch. Owens übernahm die Rolle des Executive Producers im Februar 2019 und führte die Sendung durch eine Zeit bedeutender investigativer Berichterstattung. Unter seiner Leitung blieb 60 Minutes eine der meistgesehenen Nachrichtensendungen in den USA und erhielt zahlreiche Auszeichnungen für ihre journalistische Arbeit.
Im April 2025 trat Owens von seiner Position zurück und begründete seinen Rücktritt mit zunehmender Einschränkung der journalistischen Unabhängigkeit durch das Mutterunternehmen Paramount Global.  Owens entschied sich zum Rücktritt, nachdem Trump eine Klage mit einem behaupteten Anspruch in Höhe von zunächst 10 Milliarden Dollar gegen das Nachrichtenmagazin auf den Weg gebracht hatte.  Trump wirft „60 Minutes“ vor, einen Interviewausschnitt vor der Wahl mit seiner Wahlkampfrivalin, der damaligen Vizepräsidentin Kamala Harris, selektiv bearbeitet zu haben. Trotz der geringen Erfolgsaussicht der Klage, versucht CBS sich mit Trump einvernehmlich zu einigen. Denn die Mehrheitsaktionärin von Paramount, Shari Redstone, ist bestrebt, die Zustimmung der Trump-Regierung zum milliardenschweren Verkauf ihres Unternehmens an Skydance zu erhalten. Sie äußerte den Wunsch, den Konflikt mit Trump vergleichsweise  beizulegen ("She has expressed a desire to settle Mr. Trump’s case,...").  Owens erklärte, dass er nicht mehr in der Lage sei, unabhängige redaktionelle Entscheidungen zu treffen, insbesondere im Zusammenhang mit einem geplanten Unternehmenszusammenschluss, der von der Trump-Regierung genehmigt werden musste. Sein Rücktritt wurde von Kollegen und Medien als ein Zeichen für die wachsenden Herausforderungen der Pressefreiheit in den USA gewertet. Owens wird für seine Integrität und seinen Einsatz für investigativen Journalismus geschätzt. Sein Rücktritt löste eine breite Diskussion über die Unabhängigkeit von Nachrichtenorganisationen in Zeiten zunehmender wirtschaftlicher und politischer Einflussnahme aus.